# 두다르 드 라그레

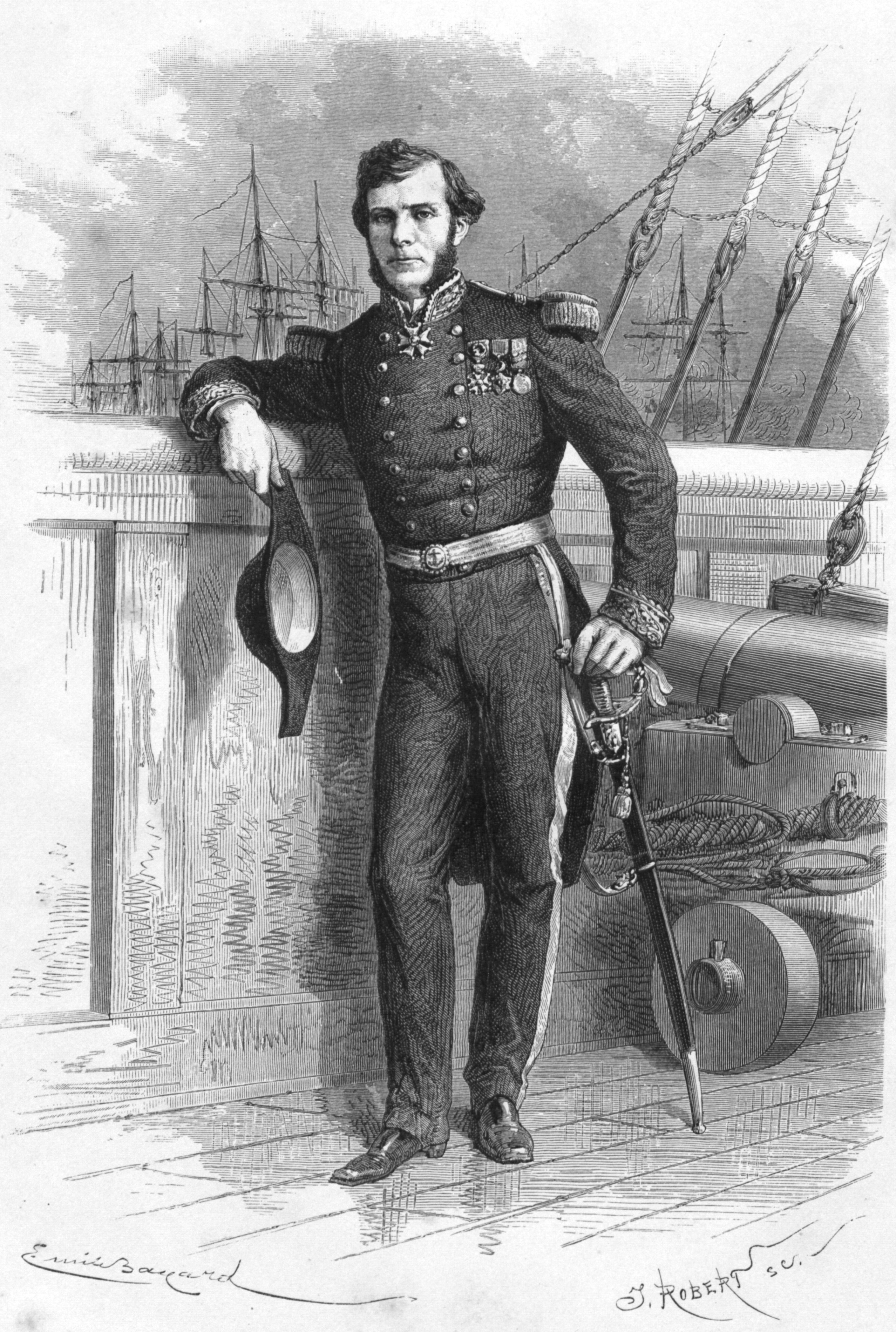
에르네 두다르 드 라그레, from Voyage d'exploration en Indo-Chine

에르네 두다르 드 라그레(Ernest Doudart de Lagrée, 1823년 3월 31일 - 1868년 3월 12일)는 19세기 중반 프랑스 메콩 탐험대를 이끈 지도자였다.

## 생애
두다르는 프랑스 그르노블 근처의 생빈센트 드 메르쿠제(Saint-Vincent-de-Mercuze)에서 태어나 에콜 폴리테크니크를 졸업했다. 그는 해군에 입대하여 크림 전쟁에 참전하였고, 그 후 만성 궤양에 걸린 목구멍으로 인해 기후가 온화한 인도차이나에 부임하였다. 그러나 탐사로 인해 상황은 여의치 못했고, 메콩 탐사 내내 그는 종종 심한 고통에 시달렸다.
탐사대는 1866년 6월 5일 사이공을 떠났다. 두다르는 신발의 공급이 끊기면서 맨발로 걸어야 했기 때문에, 궤양 외에도 열병, 아메바로 인한 이질, 거머리 때문에 생긴 감염된 상처로 늘 시달렸다. 원정이 운남성의 둥촨에 이르렀을 때, 중국 윈난에서 그는 너무 아파서 움직일 수 없었고, 2인자인 프란시스 가르니에가 지휘를 맡았다.
가르니에는 두다르를 의사에게 맡긴 채 따리 원정을 이끌었다. 두다르는 간에 난 농양으로 사망했다. 의사는 프랑스로 돌려보내기 위해 심장을 제거하였지만, 두다르는 둥촨에 묻혔다.
에르네 두다르 드 라그레는 곤충학자였다. 그가 아프리카에서 수집한 곤충 컬렉션은 파리의 국립 자연사 박물관에서 보존되었다.

그의 사후 프랑스 해군의 배 세 척이 그를 기리기 위해 명명되었는데, 특히 프리깃 두다르 드 라그레(Doudart de Lagrée, F728)가 가장 유명하다. 1944년~ 1945년, 프랑스령 인도차이나에서는 3개의 우표가 기를 기리기 위해 발행되었다.